# City of Playford International 2024
Das City of Playford International 2024 war ein Tennisturnier der ITF Women’s World Tennis Tour 2024 für Damen und ein Tennisturnier der ATP Challenger Tour 2024 für Herren in Playford City. Die Turniere fanden parallel vom 21. bis 27. Oktober 2024 statt.